# Tuinhommel
De tuinhommel (Bombus hortorum) is een insect.

## Kenmerken
Het voorste stuk van het achterlijf is geel, het tussenstuk zwart en het einde is wit behaard. Een enkele keer ontbreken de gele banden en is de hommel op het witte achterlijfspuntje na zwart behaard. 
De veenhommel (Bombus jonellus) lijkt veel op de tuinhommel, maar is kleiner, heeft een bollere vorm, een kortere kop en een veel kortere tong. De tuinhommel heeft een lange tong.
De koningin is 18-26 mm, de werkster 11-16 mm en het mannetje 13-15 mm lang. De vleugels van de koningin zijn groot met een maximale spanwijdte van 40 mm. De spanwijdte van de werksters is 30 mm.

## Verspreiding
Komt algemeen voor in tuinen, weiden, boomgaarden, parken en lijkt op de aardhommel, maar zowel het voorste als het achterste deel van het borststuk zijn geel behaard. (Bij de aardhommel is alleen het voorste deel geel).   De tuinhommel is te vinden op planten met een diepe bloemkroon (lipbloemen en vlinderbloemen), zoals rode klaver, monnikskap, distel, tuinboon en kamperfoelie. 
De nestzoekende koninginnen zijn te zien van maart tot midden mei, de werksters van begin mei tot eind juli en de jonge koninginnen en mannetjes van eind juni tot eind juli met een tweede generatie tot september. 

### Nest
Het nest zit op of net in de grond waar ze stukjes grashalmen gebruiken voor het maken van het nest. Maar ze nestelen ook graag in vogel- en muizennesten, stallen, schuren en zolders. Een volgroeide kolonie bestaat uit zo'n 50 tot 100 werksters. 
De koninginnen uit het eerste nest beginnen hetzelfde jaar nog met een nieuw nest. Uit dit nieuwe nest komen de koninginnen die gaan overwinteren.

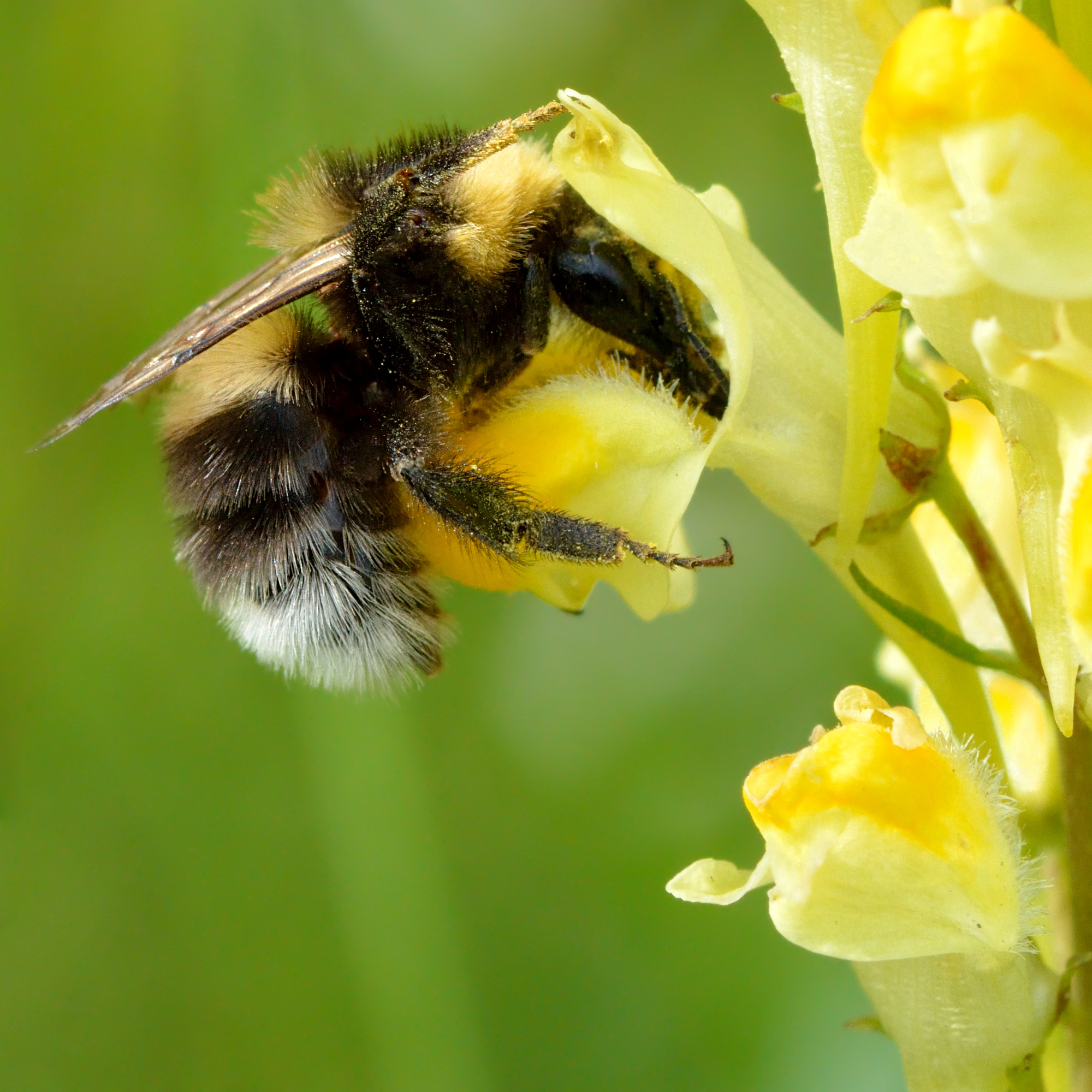
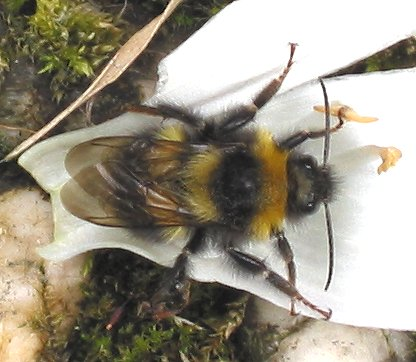
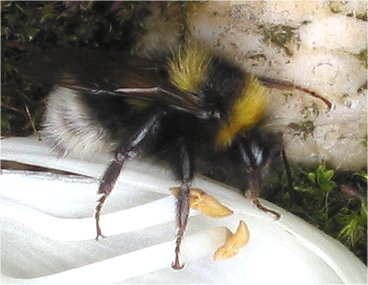
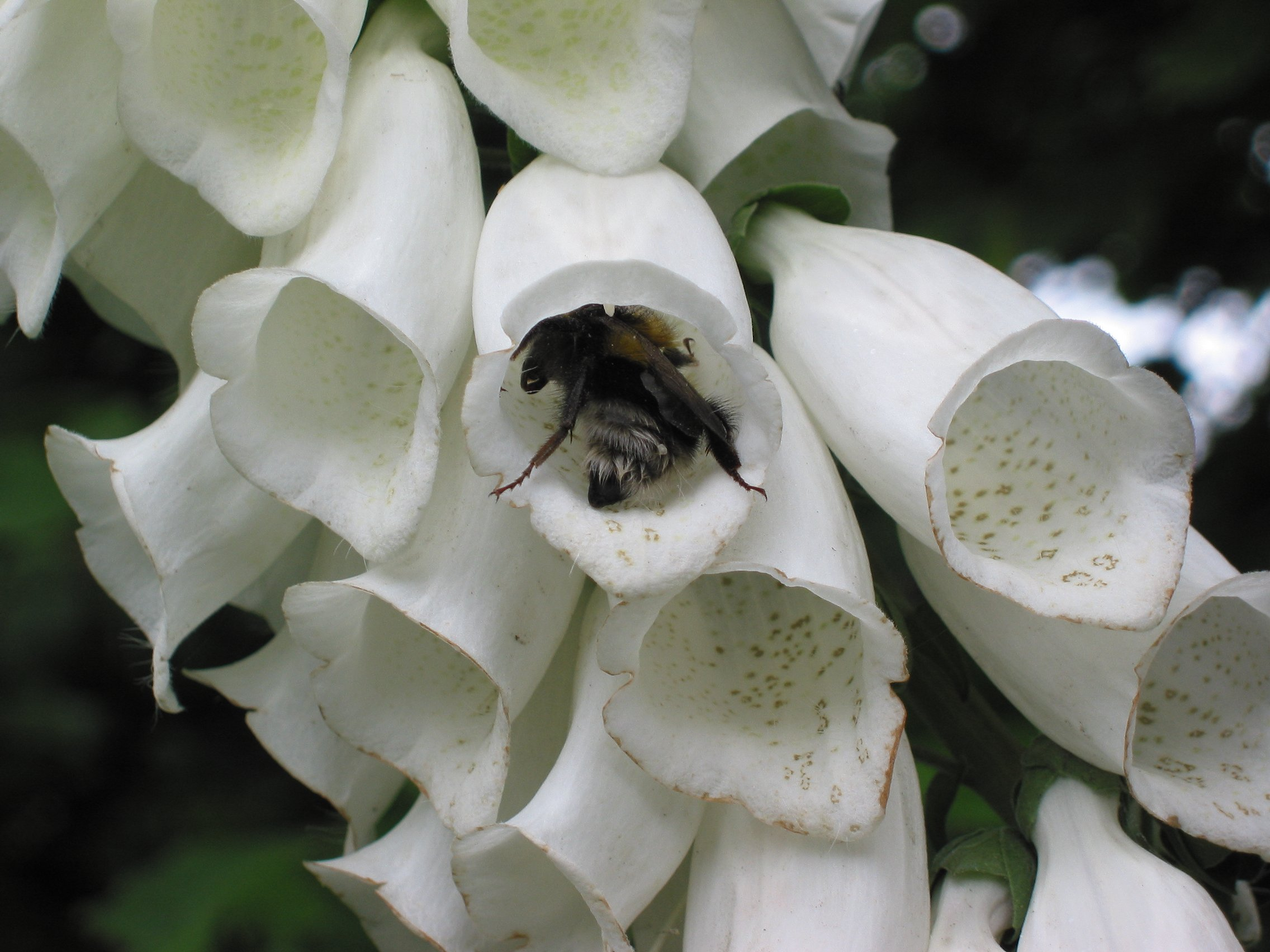
Op vingerhoedskruid